# BH Геркулеса
BH Геркулеса (лат. BH Herculis) — одиночная переменная звезда в созвездии Геркулеса на расстоянии приблизительно 27528 световых лет (около 8440 парсек) от Солнца. Видимая звёздная величина звезды — от +16m до +14m.

## Характеристики
BH Геркулеса — белая пульсирующая переменная звезда типа RR Лиры (RR:) или (RRAB)* спектрального класса A5. Эффективная температура — около 6597 K.